# Абдулах Меджид паша
Абдулах Меджид паша (на турски: Abdullah Macit Paşa) е османски политически и държавен деец.

## Биография
Роден е в Кютахия в 1841 година. Директор е на печата в министерството на външните работи. Един от делегатите на мирните преговори в Букурещ в 1886 година. Той е и член на Българо-турската комисия по изграждането на измененията в Органическия устав на Източна Румелия след Българо-турската спогодба от 1886 г. Умира в 1917 година в Цариград.